# Prelog
Prelog je grad u Međimurskoj županiji u sjevernoj Hrvatskoj.

## Ime
Ime Preloga je na mađarskom jeziku Perlak, dok na međimursko-kajkavskom narječju je Prilok.
Prelog je vrsta zemljišta.

## Gradska naselja
Grad Prelog sastoji se od 8 naselja: Cirkovljan, Čehovec, Čukovec, Draškovec, Hemuševec, Oporovec, Otok i Prelog.

## Zemljopis
Prelog se smjestio tik uz lijevu obalu rijeke Drave, odnosno Dubravskog jezera, na nadmorskoj visini od oko 150 metara i udaljenosti 15 km od Čakovca. Prelog se nalazi na 46 20'13" N (geografske širine) i 16 36'53" E (geografske dužine).

## Stanovništvo
Prema popisu stanovništva 2001. godine Grad Prelog s prigradskim naseljima imao je 7871 stanovnika. Prema posljednjem Popisu stanovništva 2021 broj stanovnika Grada Preloga se smanjio na 7027, a samog naselja Prelog na 4042.
| broj stanovnika | 6357  | 6872  | 7121  | 7849  | 8420  | 9450  | 9679  | 9291  | 9756  | 9466  | 8621  | 8328  | 8080  | 8024  | 7871  | 7815  | 7027  |
|                 | 1857. | 1869. | 1880. | 1890. | 1900. | 1910. | 1921. | 1931. | 1948. | 1953. | 1961. | 1971. | 1981. | 1991. | 2001. | 2011. | 2021. |

| broj stanovnika | 3049  | 3233  | 3444  | 3750  | 3956  | 4345  | 4278  | 4222  | 4445  | 4387  | 4131  | 4156  | 4254  | 4274  | 4288  | 4324  | 4042  |
|                 | 1857. | 1869. | 1880. | 1890. | 1900. | 1910. | 1921. | 1931. | 1948. | 1953. | 1961. | 1971. | 1981. | 1991. | 2001. | 2011. | 2021. |

## Povijest
Prvi podaci o organiziranom životu ljudi na području Međimurja dolaze iz mlađeg kamenog doba, 5000 godina prije rođenja Isusa Krista. Bogati arheološki nalazi pričaju o životu u brončanom dobu, a danas se zna da su u željezno doba tu živjela plemena Panona i Sereta. Početkom 1. stoljeća pojavili su se Rimljani. Iz antičkog doba na području Preloga nalazi se ruralni kompleks villa rustica kod Ferenčice, Ciglišća i Varaščine, kojeg su arheolozi vremenski smjestili u 3. stoljeće. Kroz Međimurje su, koristeći rimske prometne pravce, prošli mnogi narodi – Vizigoti, Huni, Ostrogoti... Poslije njih došli su i drugi. Stoljeća su prolazila. 
Ovim je krajem prošla provala Tatara, o čemu svjedoče ostatci obrambene cilindrične kule. Na područje današnjeg Međimurja počeli su se u 13. stoljeću naseljavati hospitesi – kraljevski gosti – koji su imali zadatak razviti obrt i trgovinu. Doseljeni su nakon provale Tatara. Kralj Bela IV. naseljavao je islužene vojnike i hospitese na imanje Subotica tadašnjeg vlasnika grofa Lankerta Subotica. To su uglavnom bili njemački obrtnici koji su se šezdesetih godina 13. stoljeća, uz ostala područja, naselili i u Prelogu, na posjedu tadašnjeg gospodara imanja Subotica grofa Lankerta. Kako u monografiji Preloga navodi jedan od autora mr. Vladimir Kalšan, grof Lankret je morao ustupiti dio svojega imanja, a u zamjenu je dobio dva posjeda čiji su vlasnici umrli bez potomaka. Tu zamjenu proveli su hrvatski ban Roland od Ratolda i vesprimski biskup Pavao, a pisana isprava izdana je u Prelogu 9. prosinca 1264. godine. Tri dana ranije, 6. prosinca, ban Roland je u Prelogu izdao još jednu povelju – presudu oko posjeda Trnava. To je zapravo prvi pisani spomen Preloga. U spomen na to prvo spominjanje imena, Preložani svake godine 6. prosinca obilježavaju Dan grada.
Prelog je ime (Prelak, Perlak, Perlok) dobio prema hrvatskoj riječi vlak, odnosno kajkavskoj riječi vleči, vlačiti, prevlačiti, a uvjetovala ga je činjenica što je tu oduvijek bilo tranzitno pristanište, odnosno prijelaz preko rijeke Drave.
Iz 1334. godine sačuvan je popis svih župa Zagrebačke biskupije. U Međimurju se spominje 11 župa, a od toga izrijekom 3 – one u Prelogu, Štrigovi i današnjoj Maloj Subotici...
U rujnu 1480. godine u Prelogu je s cijelom svojom vojskom boravio hrvatsko-ugarski kralj Matija Korvin. Trgovište Prelog bilo je u to vrijeme dobro upravno organizirano. 
I u vrijeme kada su Međimurjem gospodarili grofovi Zrinski (1546. – 1691.) Prelog je bio trgovište.
Nakon sloma Zrinsko-franskopanskog ustanka 1670. godine zbog stalne nazočnosti njemačke vojske broj stanovnika Preloga ubrzano se smanjivao. Ipak, već 1716. godine broj je stanovnika počeo rasti. Od toga vremena do početka 50-ih godina 20. stoljeća broj stanovnika trgovišta Prelog bio je u stalnom porastu.
Jedan putopis iz 1750. godine opisuje Prelog kao veliko i mnogoljudno trgovište s puno ulica i s velikim brojem malih drvenih slamom pokrivenih kuća. Od sredine 18. stoljeća u Prelogu djeluje trivijalna (pučka) škola. Prelog je u prošlosti našega kraja bio najrazvijenije obrtničko središte. Tijekom 18. stoljeća u Prelogu su se u gospodarskom smislu dogodile dvije značajne stvari. Prvo je tu osnovano centralno skladište kamene soli za ovaj dio kraljevstva, a potom je osnovana filandra – manufaktura za preradu kokona dudovog svilca, odnosno primitivna svilana. Bila je to prva poznata manufaktura u Međimurju. Nažalost, s radom je definitivno prestala 1848. godine. Po broju stanovnika, obrtničkih radionica, cehovskih udruženja i trgovaca Prelog je imao središnju gospodarsku ulogu u Međimurju. U 18. i 19. stoljeću središtem je obrtničkih cehova i tad je Prelog bio veći od Čakovca. Jedan od najstarijih pravilnika o obrtničkom udruženju su Artikuluši Velikog ceha iz 1766. godine. Od obrtnika ondje je bilo kovača, tesara, stolara, bačvara, kolara, brodara, postolara, kolovratara i srebrnara.
Iz popisa stanovništva 1786. godine saznajemo da je Prelog imao 1729 stanovnika, a Čakovec samo 1048 stanovnika. Prelog je tada bio sjedište kotara u kojem su bile četiri upravne općine: Prelog, Kotoriba, Hodošan i Sveta Marija. Na prijelazu u 20. stoljeće, točnije 1900. godine Prelog imao 4109 stanovnika.
1848. godine propast svilane pogodila je Prelog. Još 1860. godine Prelog je zaobišla željeznička pruga, a nakon likvidacije proizvodnje sirove svile, nije se pojavila nekakva značajnija poduzetnička inicijativa. Ipak, razvijeno poljodjelstvo i stočarstvo, te obrt i trgovina, uvjetovali su već 1873. godine osnivanje prvog novčanog zavoda u Prelogu. Bila je to "Donjomeđimurska štedionica". Godine 1905. osnovana je i "Preloška štedionica". Iz tih vremena ostala je stara gradska jezgra koju čine zgrada gostionice i škole te nekoliko neoklasicističkih zgrada.
Na graditeljskom planu, u Prelogu se grade krasna zdanja koja su mu iz godine u godinu davala gradski štih. Nakon što je željeznička pruga 1860. godine zaobišla Prelog, počinje razdoblje opće stagnacije, pa i propadanja. Naselje se nije dalo, pa je zahvaljujući razvijenom poljodjelstvu i stočarstvu, obrtu i trgovini, uz rečene štedionice osnovana i Međimurska tvornica cementa 1910. godine. Od 1903. u Prelogu djeluje Hrvatska knjižnica i čitaonica "Stjepan Mlinarić". KUU Seljačka sloga osnovan je 1927. godine. Ipak, gospodarski pad dugo je trajao. Potrajalo je to kroz dva svjetska rata, pa se nastavilo nakon Drugog svjetskog rata. Mađarska okupacija 1941. – 1945. godine ostavila je duboke rane. Prelogu su postupno oduzete mnoge upravne funkcije. Povijest tako bilježi podatak da je 1962. godine Prelog sputan u okvire obične mjesne zajednice. No, Preložani su uz svoj marljivi rad, trud i zalaganje dočekali ponovni procvat svoga mjesta koje se ponovno počelo uzdizati, zajedno sa susjednim naseljima koji čine današnji Grad Prelog. I veličanstvenoj pobjedi u Domovinskom ratu Preložani i Prelog dali su dostojan obol.
Hrvatski sabor proglasio je Prelog gradom u veljači 1997. godine. Prelog je danas važno upravno, sudbeno, trgovačko, industrijsko, ugostiteljsko, poljoprivredno, obrazovno, kulturno, športsko i turističko središte Donjeg Međimurja u kojem se od 1939. objavljuje humorističko-satirički list Pikač, a od 2002. novine Priločki list.

## Gospodarstvo
Prelog najveći dio svoga dohotka ostvaruje od industrije (preko 50 %), trgovine i ugostiteljstva (23 %), poljoprivrede (18 %), te drugih djelatnosti. 
Na području Grada radi niz državnih, upravnih i drugih ustanova i ureda, Općinski i Prekršajni sud, škole, kulturne, sportske i vatrogasne udruge, policijska postaja, itd. Na turističkom planu Prelog se veže uz rijeku Dravu, a u sportu je najprepoznatljiviji po speedwayu. 

U Prelogu je kroz stoljeća postojanja najvažniju ulogu u razvoju, uz nezaobilaznu poljoprivredu, odigralo gospodarstvo, u kojem je to mjesto dugo bilo i ostalo središte donjeg Međimurja. 
No, najvažniji i najznačajniji procesi razvoja gospodarstva odvijali su se unatrag 40-ak godina. Uz veće tvrtke, nemjerljiv je doprinos malih poduzeća i obrtnika. Nova preloška industrija prati zahtjeve modernog tržišta. Globalizacija nameće nove trendove u poslovanju. Mnogo se proizvoda izvozi, čak i na tako zahtjevna tržišta kao što su njemačko ili austrijsko. 
Prije petnaestak godina počela se razvijati industrijska zona na izlazu Preloga u pravcu Cirkovljana, koja je prerasla u rasadnik vrlo uspješnih tvrtki.
U Prelogu djeluje svjetski poznati proizvođač protubalističkih zaštitnih kaciga Šestan-Busch. Proizvodi zaštitnu opremu koju nose hrvatski policajci, vojska, kao i pripadnici NATO misija diljem svijeta. Posljednjih godina usmjerili su se i ka tržištu civilne zaštite. Razvijaju vlastite proizvode primjenom nanotehnologije.

## Poznate osobe
- Stjepan Kečkeš, svjetski poznati oceanograf, šef odjela radiobiologije Oceanografskog instituta u Monacu, dugogodišnji ravnatelj Oceanografskog instituta u Rovinju
- prof. dr. sc. Đuro Blažeka, hrvatski jezikoslovac, dijalektolog i leksikograf
- Franjo (Franc) Glad, pisac
- Ivan Glavina, pjesnik
- Venecije Glavina, teolog, leksikograf
- Štef Mlinarić, preporoditelj i pjesnik
- Dragutin Antolek Orešek,  kulturni djelatnik,  preporoditelj i zastupnik
- Franjo Šafarić, pučki pisac i kantor
- Karlo Pavčec,  preporoditelj
- Dominik Premuš, biskup,  domoljubni pjesnik
- Ivan Kuhar,  pisac
- Juraj Lajtman, preporoditelj
- Ivan Petković, narodni zastupnik
- Kalman Mesarić, tvorac pučkog kazališta,  kazališni kritičar, teoretičar, libretist, dramatik
- Vinko Lisjak,  pisac, novinar i publicist
- Milivoj Slaviček, pisac, političar i diplomat
- Miroslav Milinović, pjesnik
- Ivan Haramija Hans, nagrađivani karikaturist, kulturni animator, humorist, satirični feljtonist, jedan od utemeljitelja Hrvatskog društva karikaturista
- Ivo Kečkeš, liječnik i prosvjetitelj
- Lovro Zvonarek, nogometaš

## Spomenici i znamenitosti
Crkva Sv.Jakoba
Župna crkva Sv. Jakoba u Prelogu građena je od 1758. do 1761. godine od strane štajerskih majstora. Jedina je barokna crkva u sjevernoj Hrvatskoj svođena križnobačvastim svodom plitkih kupola, poznata po tri oltara (posvećena Sv. Jakobu, Sv. Ivanu Nepomuku i Sv. Josipu) koji su ugrađeni u glavni oltar. Oltarni retabl izradio je Josip Herman, a oltari su rad kipara Koenigera iz Graza. Bočne neogotičke oltare iz 19. stoljeća izradio je talijanski slikar Giacomo Broll. Crkva Svetoga Jakoba u Prelogu pripada spomeničkoj kulturnoj baštini koja ju svrstava među najznačajnije građevine ovoga prostora.

## Obrazovanje
Dječji vrtić «Fijolica» jedina je odgojno-obrazovna ustanova u gradu Prelogu koja se bavi odgojem i obrazovanjem djece predškolske dobi. Osim vrtića u Prelogu, u sastavu «Fijolice», nalaze se i dva područna odjeljenja, jedno u Draškovcu i jedno u Cirkovljanu.
Uz vrtić postoje i Osnovna škola Prelog s područnom školom u Cirkovljanu, Osnovna škola Draškovec te Srednja škola Prelog.
Srednja škola Prelog osnovana je školske godine 1998./1999. kao škola tehničko-industrijskog smjera koja obrazuje kadrove iz područja ugostiteljstva i turizma, ekonomije i prehrane. U sklopu škole je također prisutan program Opće Gimnazije. Početkom 2019. godine obilježeno je 20 godina Srednje škole Prelog.

## Kultura
U Prelogu djeluju tri kulturne ustanove: Knjižnica i čitaonica Grada Preloga, Muzej Croata inuslanus Grada Preloga i Dom kulture.

## Sport
Na području općine postoji 26 športskih udruga i klubova od kojih je možda najpoznatiji Speedway klub "Prelog", najstariji hrvatski speedway klub. Organizirao je pozivnu speedway utrku Nagrada grada Preloga.
Noćni malonogometni turnir Memorijal ing. Vladimira Skoka, koji se održava od 1981. je najstariji malonogometni noćni turnir u Hrvatskoj.
- RK Prelog – Prelog
- NK Mladost – Prelog
- NK Čukovec '77 – Čukovec
- NK Draškovec – Draškovec
- NK Naprijed – Cirkovljan
- NK Galeb – Oporovec
- NK Otok – Otok
- NK Start – Čehovec
- NK ČSK – Čehovec
- TK Prelog – Prelog
- KK Prelog – Prelog
- Speedway klub Prelog – Prelog
- Karate klub Mihovil – Prelog
- STK Cirkovljan – Cirkovljan
- STK Hemuševec – Draškovec
- SD Jocker Prelog – Prelog
- Streličarski klub Prelog – Prelog
- ŠRD Glavatica – Prelog
- ŠRD Sloga – Oprovec
- ŠRD Smuđ – Draškovec
- ŠRD Ostriž – Cirkovljan
- Nautički klub Labud – Prelog
- USR Sport za sve – Prelog
- ŽRK Prelog – Prelog
- MK REN BAN
- Biciklistički klub "Prelog"

Iako je Prelog smješten u nizini, u njem je osnovano i Planinarsko društvo Prelog koje svaki drugi vikend organizira planinarenje po uzvisinama Hrvatske, ali i susjednih zemalja.

## Vanjske poveznice
- Službene stranice grada
- Stranice Srednje škole Prelog  Arhivirana inačica izvorne stranice od 9. svibnja 2019. (Wayback Machine)
- Stranice Osnovne škole Prelog  Arhivirana inačica izvorne stranice od 25. travnja 2007. (Wayback Machine)
- Stranice Gradskog komunalnog poduzeća PRE-KOM
- Stranice Knjižnice i čitaonice grada Preloga  Arhivirana inačica izvorne stranice od 29. lipnja 2013. (Wayback Machine)